# NGC 4306
NGC 4306 је спирална галаксија у сазвежђу Девица која се налази на NGC листи објеката дубоког неба.
Деклинација објекта је + 12° 47' 15" а ректасцензија 12h 22m 4,2s. Привидна величина (магнитуда) објекта NGC 4306 износи 12,8 а фотографска магнитуда 13,8. NGC 4306 је још познат и под ознакама UGC 7433, MCG 2-32-14, CGCG 70-32, VCC 523, KCPG 333B, PGC 40032.